# Tracy Spencer
Tracy Spencer, pseudonimo di Louise Tracy Freeman (Londra, 5 gennaio 1962), è una cantante, attrice ed ex modella britannica.
Scoperta da Claudio Cecchetto, ottenne notorietà nella seconda metà degli anni 80.

## Biografia

### Carriera cinematografica
Di origini capoverdiane, si trasferisce a Roma per raggiungere la sorella Louise Freeman (Karen Louise Freeman), showgirl a Domenica in e in seguito cantante italo disco, anche se di poco successo. Inizia a fare la fotomodella e nel 1984 partecipa, accreditata col suo vero nome, al film A tu per tu, dove, insieme a una giovane Moana Pozzi, interpreta una ragazza che allieta la vita del faccendiere interpretato da Johnny Dorelli. Nello stesso anno appare anche in Domani mi sposo, con Jerry Calà e Isabella Ferrari, nel ruolo di una collaboratrice domestica che fa invaghire Calà dopo un incontro casuale in treno, e in un cameo anche ne L'allenatore nel pallone, nei panni di una tifosa allo stadio Maracanã di Rio de Janeiro.

### Carriera musicale

Tracy Spencer con Eros Ramazzotti, i due vincitori del Festivalbar 1986

Il nome d'arte "Tracy Spencer" venne scelto da Claudio Cecchetto e da un giovane Gerry Scotti, invertendo nome e cognome di un famoso attore statunitense, Spencer Tracy.
Con questo pseudonimo la cantante, trasferitasi a Milano e gravitando nell'ambito di Radio Deejay, dominò la hit parade italiana nell'estate 1986 con Run to Me, brano che la portò a trionfare al Festivalbar: il singolo balzò in cima alla classifica dei 45 giri spodestando la superstar Madonna, tuttavia non ebbe un simile riscontro nel resto d'Europa. Il brano, di autori italiani, era già stato inciso da Ray Foster circa un anno prima, passando pressoché inosservato.
Seconda tappa della carriera della Spencer è il singolo Love Is Like a Game, la cui versione originale era del 1985 a opera delle Hot Cold e portava la firma di Ivana Spagna. Questo singolo uscì nel novembre del 1986, rimanendo per alcune settimane in classifica a cavallo dell'inverno 1986-1987 e risultando il secondo brano più noto della cantante.
Nell'estate del 1987 uscì il terzo singolo, Take Me Back, con il quale l'artista partecipò nuovamente al Festivalbar, insieme all'album Tracy.

Tracy Spencer (a sinistra) nel cast del programma televisivo SandraRaimondo Show (1987)

Nel 1988 partecipò al programma musicale di Italia 1 Azzurro (che aveva vinto due anni prima con Run to Me) con il brano Two to Tango Too e, successivamente, si ripresentò ancora al Festivalbar con il brano I Feel for You, ottenendo un discreto successo. La sua fama viaggiò ancora sull'onda di Run to Me fino al 1989, per poi trasformarsi inevitabilmente in una meteora del decennio.

### Anni successivi
Nel 1988 lasciò l'Italia e tornò nella natìa Londra. In seguito girò il mondo facendo diversi mestieri, abbandonando la musica. Visse per tre anni e mezzo in California, a Dana Point, poi conobbe il marito, un manager discografico, e dopo aver abitato per un po' ad Amburgo, in Germania, ebbe due figli, stabilendosi definitivamente a Londra.
Nel 1998 il programma televisivo di Italia 1, Meteore, la ritrovò e la invitò in studio per esibirsi e ricordare i tempi di quando era una star a livello internazionale. Nel 2001 partecipò alla trasmissione La notte vola, gara musicale tra i brani più famosi degli anni Ottanta, nella quale presentò Run to Me e raggiunse la semifinale.
Nel 2007 ritornò in Italia per un tour tra discoteche e programmi televisivi estivi, sempre come sfondo la musica anni Ottanta, della quale Tracy è stata protagonista per qualche stagione. Nel 2008 partecipò a I migliori anni su Rai 1, trasmissione dedicata ai vari decenni del Novecento; Tracy partecipa alla puntata dedicata agli anni 80. Tornerà ospite del programma anche nell'edizione 2017 e del 2023.
Dal 18 al 24 agosto 2008 Tracy è stata ospite fissa del programma Estate 101 in onda su R 101, per fare compagnia allo speaker Alberto Davoli e agli ascoltatori che hanno voluto rivivere gli anni 80 con uno dei suoi protagonisti.
Il 25 settembre 2021 torna in Italia come ospite del programma Arena Suzuki '60 '70 '80 condotto da Amadeus  su Rai 1, dove canta Run to Me.
Il 5 maggio 2023 partecipa come ospite, su Rai 1, alla trasmissione I migliori anni condotta da Carlo Conti dove canta due dei suoi brani più famosi.
L'8 giugno 2025 partecipa come ospite alla trasmissione "Sarabanda celebrity", su Italia 1, condotta da Enrico Papi. Canta il suo più grande successo Run to me.

## Discografia

### Album
- 1987 – Tracy (ITA #14)

### Singoli
- 1986 – Run to Me/Ma-ma run (ITA #1)
- 1986 – Love is like a game/Love is like a game (Sing a song version) (ITA #8)
- 1987 – Take me back/Take me back (U.K. Dance Mix) (ITA #8)
- 1988 – Two to tango too/I feel for you (ITA #15)
- 1988 – I feel for you/Two to tango too

## Filmografia
- A tu per tu, regia di Sergio Corbucci (1984)
- L'allenatore nel pallone, regia di Sergio Martino (1984)
- Domani mi sposo, regia di Francesco Massaro (1984)